# Montaż filmowy

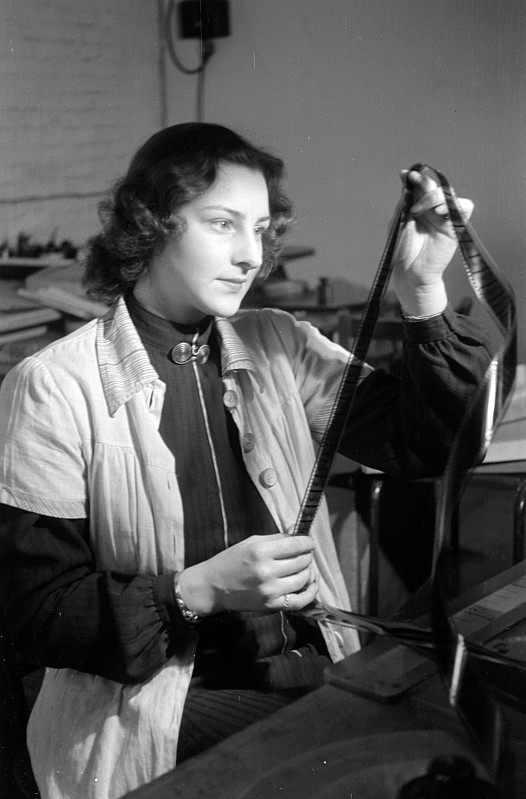
Montażystka przy pracy

Montaż filmowy – techniczna operacja filmowa polegająca na połączeniu co najmniej dwóch kadrów (a dokładniej dwóch oddzielnych ujęć), przy którym ostatni kadr ujęcia poprzedzającego zostaje sklejony z pierwszym kadrem kolejnego ujęcia. Montaż stanowi istotny kreatywny wkład w finalne dzieło filmowe i jest bezpośrednio związany ze zdjęciami i reżyserią. Montaż filmowy jest uznawany za sztukę i umiejętność odrębną od produkcji filmowej, pomimo że artyzm montażu pozostaje dla wielu niewidoczny.
- Tradycyjnie, montażem filmowym zajmuje się specjalista zwany montażystą. Obecnie, wiele osób hobbystycznie montuje filmy na prywatny użytek, w związku z popularnością wideo jako formy wyrazu w Internecie. Jest to możliwe dzięki szeroko dostępnym, darmowym i płatnym, programom do montowania[1].
- Montaż prowadzony jest zwykle w okresie postprodukcji filmu, gdy zostaną już nagrane zdjęcia, dialogi, postsynchrony, dźwięki efektów, dubbing.
- Oscary za najlepszy montaż – przyznawane są od 1934 roku.
- Montaż organizuje sekwencje scen w czasie, wpływa na tempo filmu, jego nastrój i dynamikę.

## Metody montażu
- Montaż równoległy: dwie akcje oddalone od siebie w przestrzeni ukazane są poprzez przeplatanie ze sobą ujęć raz jednego, raz drugiego wątku;
- Montaż przyspieszony: np. ruch samochodu można przyspieszyć przez mnożenie coraz krótszych ujęć;
- Montaż atrakcji: wzmocnienie znaczenia jednego obrazu przez umieszczenie go w sąsiedztwie innego obrazu, niekoniecznie odnoszącego się do tego samego wydarzenia.
- Montaż skojarzeń – takie łączenie ujęć by ich następstwo wywoływało określone skojarzenia. Np. jeśli po ujęciu jadącego szybko kierowcy nastąpi ujęcie stojącego przy drodze policjanta w widzu zrodzi się skojarzenie: policjant za chwilę zatrzyma kierowcę.
- Montaż zdarzeń – łączenie ujęć opisujących to samo miejsce i czas.
- Montaż przyczynowo-skutkowy – przyczyna rodzi skutek: po ujęciu z ręki wypada flaszka nitrogliceryny powinno nastąpić ujęcie silny wybuch.

Metody te można łączyć.